# Olga Kern
Olga Vladimirovna Kern (en ruso: Ольга Владимировна Керн; nacida Olga Pushechnikova, 23 de abril de 1975) es una pianista clásica ruso-estadounidense, que se convirtió en ciudadana estadounidense en 2016.

## Primeros años y formación
Olga nació el 23 de abril de 1975 en Moscú en el seno de una familia de músicos llamada Pushechnik. Sus padres eran ambos pianistas y su madre era descendiente de la famosa autora de memorias rusa Anna Petrovna Kern, amiga de Pushkin. Su bisabuela fue la mezzosoprano Vera Pushechnikova. Comenzó a estudiar piano a los cinco años con el profesor Evgeny Timakin en la Escuela Central de Música de Moscú y dio su primer concierto a los siete años en la misma ciudad. Ganó su primer concurso internacional, el Concurso Concertino de Praga, a los 11 años en la República Checa. A los 17 años ganó el primer premio en el primer Concurso Internacional de Piano Rajmáninov. Mientras estaba en la escuela, recibió una beca honoraria del presidente de Rusia, Borís Yeltsin en 1996.

## Carrera

### Comienzos
Continuó sus estudios en el Conservatorio de Moscú con el profesor Sergei Dorensky y siguió sus estudios de posgrado en la misma institución. También se perfeccionó con el profesor Boris Petrushansky en la Accademia Pianistica 'Incontri col Maestro' de Imola. Adoptó profesionalmente el apellido de su madre, Kern, a medida que se desarrollaba su carrera internacional. De 1989 a 1994 disfrutó de una beca de la Fundación “Nuevos Nombres”.

### Concurso Internacional de Piano Van Cliburn
Participó en el Décimo Concurso Internacional de Piano Van Cliburn en 1997 y no pasó del nivel R1, pero en la siguiente edición alcanzó prominencia internacional cuando se convirtió en la primera mujer en más de treinta años en recibir la Medalla de Oro Nancy Lee y Perry R. Bass en el Undécimo Concurso Internacional de Piano Van Cliburn en junio de 2001, que ganó junto con Stanislav Ioudenitch. Aparece en tres documentales sobre el Concurso: Playing on the Edge (2001), They Came to Play (2008) y The Cliburn: 50 Years of Gold. Se realizó un documental adicional sobre Kern después del concurso Van Cliburn de 2001, titulado Olga's Journey (2003).

### Pedagogía
Además de actuar, Kern es profesora y ha impartido clases magistrales en lugares como la Universidad de Yale, el Conservatorio Real de Escocia y Nueva York. Kern ha sido miembro del jurado de varios concursos internacionales, incluido el Grand Prix Animato en París; el Concurso Internacional de Piano de Escocia en Glasgow; el Concurso Amadeus en Brno, República Checa; y el Concurso Internacional de Piano Top of the World en Tromsø, Noruega . Kern fue presidenta del jurado del Séptimo Concurso Internacional de Piano Amateur Cliburn en junio de 2016.
Kern es miembro correspondiente de la División de Artes de la Academia Rusa de Ciencias. Fue directora artística del Festival de Verano de Ciudad del Cabo de 2006 a 2011 y regresa allí con frecuencia. En septiembre de 2017, Kern entró como profesora a la facultad de piano de la Escuela de Música de Manhattan.

## Concurso Internacional de Piano Olga Kern
En 2016, Kern lanzó el Concurso Internacional de Piano Olga Kern para pianistas de entre 18 y 32 años El concurso, que se lleva a cabo cada tres años en Albuquerque, Nuevo México, tiene como misión "proporcionar un medio para que jóvenes pianistas desarrollen carreras internacionales a través de un concurso reconocido mundialmente por su valor y excelencia". Kern actúa como directora artística y presidenta del jurado.
El concurso inaugural tuvo lugar en Albuquerque del 13 al 20 de noviembre de 2016. Participaron veintidós concursantes que representaban a catorce países a partir de audiciones en vídeo. El concurso repartió un total de 30.000 dólares en premios y el ganador recibió 11.000 dólares junto con una grabación profesional en el sello Steinway & Sons y giras por Europa y Estados Unidos. Vladimir Kern dirigió el concierto final con la Filarmónica de Nuevo México.
En honor al festival y a Kern, el alcalde de Albuquerque, Richard Berry, emitió una orden ejecutiva declarando el 20 de noviembre "Día de Olga Kern", coincidiendo con el último día del concurso.

### Premios del Concurso Internacional de Piano Olga Kern
| Año  | Primer premio                    | Segundo premio                   | Tercer premio                  | Cuarto Premio                  |
| ---- | -------------------------------- | -------------------------------- | ------------------------------ | ------------------------------ |
| 2016 | Chen Guang (China)               | Anna Dmytrenko (Ucrania)         | Anastasiya Naplekova (Ucrania) | Joshua Rupley (Estados Unidos) |
| 2019 | Tetiana Shafran (Ucrania)        | Federico Gad Crema (Italia)      | Simón Karakulidi (Rusia)       | Elizaveta Kliuchereva (Rusia). |
| 2022 | Jonathan Mamora (Estados Unidos) | Anthony Ratinov (Estados Unidos) | Yanfengbai (China)             | N / A                          |

## Grabaciones
| Año  | Álbum                                                                       | Sello                        |
| ---- | --------------------------------------------------------------------------- | ---------------------------- |
| 2001 | The Cliburn: jugando al límite                                              | Peter Rosen Producciones DVD |
| 2001 | Medallista de oro: 11.º Concurso Internacional de Piano Van Cliburn         | Harmonia Mundi               |
| 2003 | Chaikovski : Concierto para piano n.° 1                                     | Harmonia Mundi               |
| 2005 | Rajmáninov : Sonata para piano n.° 2 ; Balakirev : Islamey                  | Harmonia Mundi               |
| 2006 | Rajmáninov : Transcripciones; Variaciones Corelli (nominada al GRAMMY)      | Harmonia Mundi               |
| 2006 | Chopin : Concierto para piano n.° 1                                         | Harmonia Mundi               |
| 2007 | Brahms : Variaciones op. 21, 24, 35                                         | Harmonia Mundi               |
| 2010 | They came to play                                                           | DVD Docurama                 |
| 2010 | Chopin : Sonatas para piano 2 y 3                                           | Harmonia Mundi               |
| 2011 | Renée Fleming y Dmitri Hvorostovsky : Una odisea musical en San Petersburgo | DVD Decca                    |
| 2012 | Rajmáninov : Sonata para violonchelo (con Sol Gabetta )                     | Sony Classical               |

2022 Quintetos de Brahms y Schostakovich con el Dali Quartet en Delos